# Odločba
Odločba je upravni akt, s katerim pristojni organ odloči o kakšni pravici, obveznosti ali pravni koristi posameznika ali pravne osebe.
V Zakonu o upravnem postopku je odločba opredeljena v členih od 207 do 225.

## Delitev
Odločbe se v prvi vrsti delijo na pisne in ustne. Načeloma je potrebno odločbe izdajati pisno, ustno pa le izjemoma v primerih, ki jih določa zakon, predvsem kadar gre za nujne ukrepe v javnem interesu.

### Ustne odločbe
Ustno se tako izdaja odločbe takrat, če obstaja nevarnost za življenje in zdravje ljudi, za javni red in mir, za javno varnost ali za premoženje večje vrednosti. V vseh navedeni primerih morajo biti dejstva ugotovljena ali vsaj verjetno izkazana. Organ, ki je izdal ustno odločbo lahko odredi, da se le-ta takoj tudi izvrši.
Organ, ki je izdal ustno odločbo v drugih primerih, jo mora na zahtevo stranke izdati tudi pisno in sicer najmanj v osmih dneh od dneva, ko jo je zahtevala. Zahtevo po pisni izdaji odločbe lahko stranka zahteva v osmih dneh od izdaje ustne odločbe.

### Pisne odločbe
ZUP v 210. členu določa, da mora biti vsaka odločba označena kot taka, le v izjemnih primerih pa ima lahko drugačen naziv.
Pisna odločba mora obsegati:
- uvod,
- izrek ali dispozitiv
- obrazložitev
- pouk o pravnem sredstvu
- ime organa s številko in datumom odločbe
- podpis uradne osebe
- pečat organa